# N136 (België)
De N136 is een gewestweg in België in de provincie Antwerpen en verbindt de N18 in Balen met de N123 in Postel, een gehucht van de gemeente Mol. De totale lengte van de weg bedraagt ongeveer 13 kilometer.

## Plaatsen langs de N136
- Balen
- Mol-Rauw
- Postel